# Renato Martino
Pour les articles homonymes, voir Martino.
Renato Raffaele Martino, né le 23 novembre 1932 à Salerne (Campanie) et mort le 28 octobre 2024 à Rome (Latium), est un cardinal italien, président du Conseil pontifical Justice et Paix de l'Église catholique romaine de 2002 à 2009.

## Biographie

### Formation
Renato Raffaele Martino possède un doctorat en droit canon. Il parle l'italien, le français, l'espagnol et le portugais.
Il est ordonné prêtre le 20 juin 1957 pour le diocèse de Salerne.

### Prêtre
Après la fin de ses études, Renato Martino est entré dans le corps diplomatique du Saint-Siège en 1962, servant au Nicaragua (en), aux Philippines (en), au Canada et au Brésil (en).

### Évêque
Nommé archevêque le 14 septembre 1980, Renato Martino est consacré le 14 décembre 1980 par le cardinal Agostino Casaroli avec comme co-consécrateurs Duraisamy Simon Lourdusamy et Gaetano Pollio.
Il est nommé pro-nonce à la Thaïlande (en), chargé aussi de la nonciature de Singapour (en), du Laos (en), de Malaisie (en) et à partir de 1983, de Brunei (en).
En 1986, il est nommé  observateur permanent du Saint-Siège aux Nations unies à New York.
En 1994, il vit le moment le plus difficile de sa carrière diplomatique lorsqu'il réussit à s'opposer en bloc à un groupe de pays qui veulent inscrire un « droit international à l'IVG » lors de la conférence du Caire. Il avait obtenu l'appui des pays latino-américains et islamiques qui refusaient la « culture de la mort ».
Le 1er octobre 2002, il est choisi par Jean Paul II comme président du Conseil pontifical Justice et Paix. Le 11 mars 2006 Benoît XVI lui confie également la présidence du Conseil pontifical pour la pastorale des migrants et des personnes en déplacement, charge qu'il laisse le 28 février 2009.
Il se retire de sa charge de président du Conseil pontifical Justice et Paix le 24 octobre 2009 à près de 77 ans.

### Cardinal
Créé cardinal lors du consistoire du 21 octobre 2003 avec le titre de cardinal-diacre de San Francesco di Paola ai Monti, Renato Martino participe au conclave de 2005 qui élit le pape Benoît XVI.
Il est membre du comité de parrainage de la Coordination internationale pour la décennie de la culture de paix et de non-violence (2001-2010).
Dans un entretien du 12 juin 2007, accordé au journal catholique National Catholic Register, Renato Martino demande aux catholiques de ne plus soutenir l'organisation Amnesty international, au nom de ses positions pro-avortement.
Le 20 juin 2007, il célèbre le 50e anniversaire de son sacerdoce.  Il a par la suite promulgué les dix commandements des automobilistes.
À la suite du sommet d'Annapolis, il a fait valoir le droit de retour des réfugiés palestiniens, tout comme celui des réfugiés des autres pays.
Au sein de la Curie romaine, il est aussi membre de la Congrégation pour l'évangélisation des peuples et du Conseil pontifical « Cor unum » pour la promotion humaine et chrétienne.
Le 7 janvier 2008, alors que des raids meurtriers perpétrés par l'armée israélienne ont lieu depuis plusieurs jours dans la bande de Gaza, il a estimé que les conditions de vie (dans la bande de Gaza) « ressemblaient de plus en plus à (celles) d'un camp de concentration »,.
Il perd sa qualité d'électeur le jour de ses 80 ans le 23 novembre 2012, ce qui l'empêche de participer aux votes du conclave de 2013 qui voit l'élection du pape François.
Le 12 juin 2014, il devient cardinal protodiacre lorsque le cardinal Jean-Louis Tauran est élevé à l'ordre des cardinaux-prêtres.

### Mort
Renato Martino meurt le 28 octobre 2024 à Rome, à l'âge de 91 ans.

## Succession apostolique
Renato Martino a ordonné les évêques suivants :
- Archevêque Giuseppe Fiorini Morosini, O.M. (2008)

## Décorations
- Grand officier de l'ordre du Mérite de la République italienne (décret du 2 juin 1993[9])
- Grand-croix de l'ordre de l'Étoile de Roumanie (décret du 26 août 2008 du premier ministre Călin Popescu-Tăriceanu[10])
- Chevalier de l'ordre royal de Saint-Janvier (25 juin 2012[11])